# Enrico Forzati
Enrico Forzati (Napoli, 24 luglio 1905 – Nola, 11 settembre 1943) è stato un avvocato e militare italiano, insignito della medaglia d'oro al valor militare alla memoria per i fatti dell'eccidio di Nola.

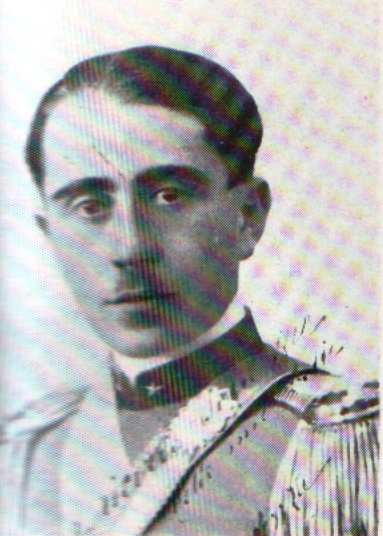
Il Tenente Enrico Forzati

Era un ufficiale di complemento, col grado di tenente, stanziato presso il deposito del 48º Reggimento d'Artiglieria "Taro", di stanza a Nola.

## Biografia
Enrico Forzati, sposato con la seconda figlia del Nobile Giovanni Dusmet de Smours (*Napoli 06.08.1889 †Napoli 03.08.1962) e di Nicoletta Marsala, Angela (*Napoli 29.01.1916), a Napoli il 09 dicembre 1939, due giorni dopo l'annuncio dell'armistizio di Cassibile, il 10 settembre 1943, con la guarnigione nolana provò a trattare col comando germanico per evitare inutili spargimenti di sangue. I tedeschi aprirono il fuoco contro la delegazione militare italiana, il giorno successivo la 1ª Divisione Corazzata Paracadutata "Hermann Göring" riuscì ad avere la meglio sulla resistenza italiana e vennero fucilati 10 ufficiali, fra i quali Enrico Forzati, che fu riconosciuto "Partigiano Combattente Caduto".

## Riconoscimenti
Ad Enrico Forzati sono dedicate:
- via a Napoli, nel Quartiere Barra
- via a Sant'Antonio Abate

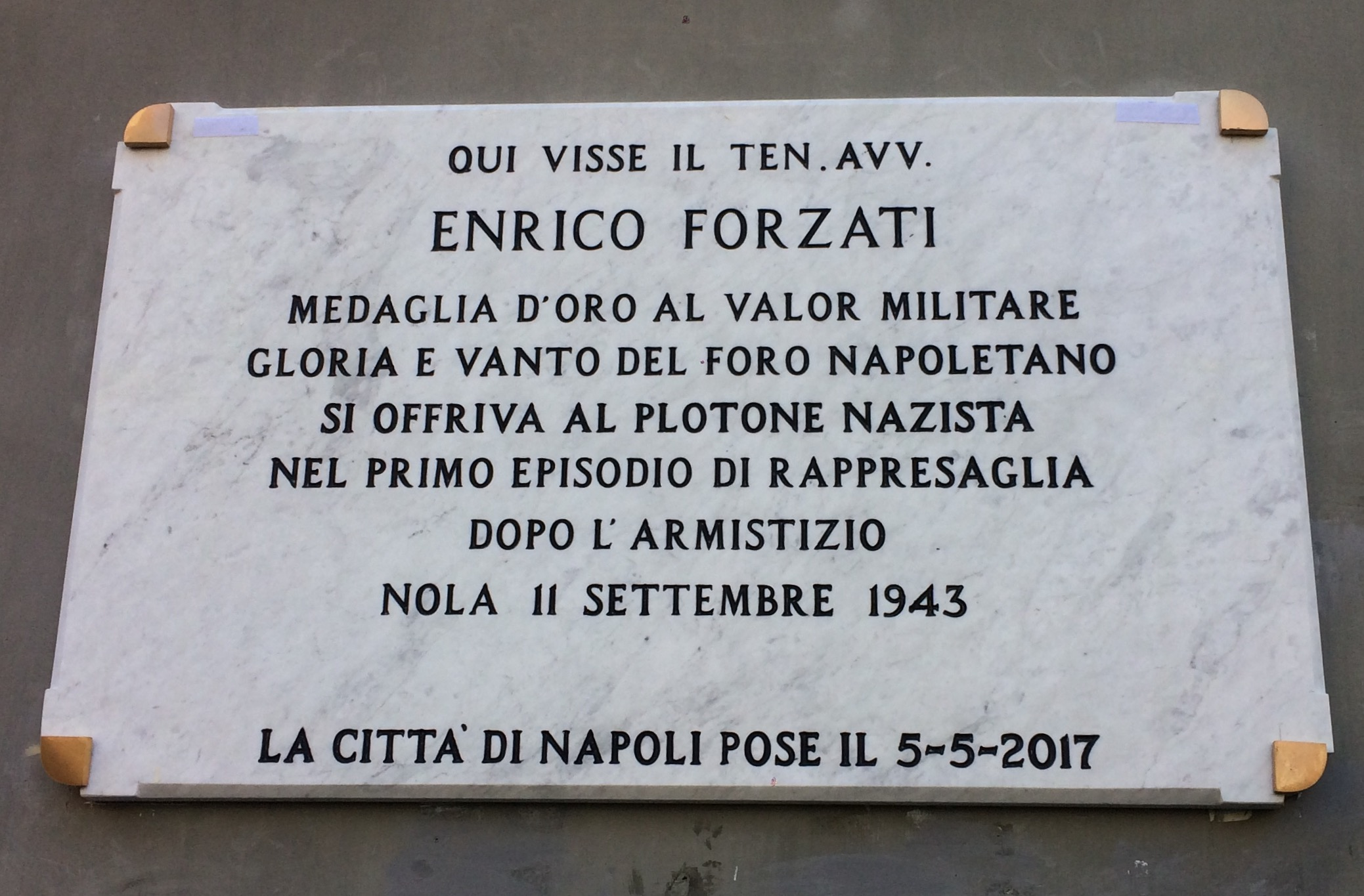
La targa apposta dal Comune di Napoli sulla facciata del palazzo in cui visse Enrico Forzati, in Piazza Santa Maria degli Angeli a Napoli

- via a Roma, nella Zona LII Cesano di Roma;
- Un istituto comprensivo scolastico in Sant'Antonio Abate.

Il 5 maggio 2017, alla presenza del sindaco Luigi De Magistris e di altre autorità, il Comune di Napoli ha apposto una targa commemorativa nel palazzo in cui Enrico Forzati visse.